# Cory James
Cory Miguel James (Del Rio, 22 maggio 1993) è un giocatore di football americano statunitense che milita nel ruolo di linebacker nella National Football League (NFL).

## Biografia

### Oakland Raiders
Al college, James giocò a football con i Colorado State Rams dal 2011 al 2015. Fu scelto nel corso del sesto giro (194º assoluto) nel Draft NFL 2016 dagli Oakland Raiders. Debuttò come professionista subentrando nella gara del primo turno contro i New Orleans Saints. La sua miglior partita del suo primo anno la disputò nella settimana 4 contro i Baltimore Ravens, in cui guidò i Raiders con 15 tackle e forzò un fumble. Nella sua stagione da rookie disputò tutte le 16 partite, 5 delle quali come titolare, mettendo a segno 48 tackle. Il 4 maggio 2018 fu svincolato dopo avere fallito un test fisico.